# سلوان
سلوان (به فرانسوی: Selouane) یک منطقهٔ مسکونی در مراکش است که در استان الناظور واقع شده‌است. سلوان ۹٬۲۱۱ نفر جمعیت دارد.